# Villa San Marcial
Villa San Marcial est une localité rurale argentine située dans le département d'Uruguay et dans la province d'Entre Ríos.

## Démographie
La population de la localité, c'est-à-dire à l'exclusion de la zone rurale, était de 655 habitants en 1991 et de 614 en 2001. La population de la juridiction du conseil de direction était de 614 habitants en 2001.